# Ƣ
Ƣは、ラテン文字（アルファベット）だった文字。アゼリ語やタタール語の新テュルク・アルファベットなど、主にトルコ語のさまざまな言語のラテン語の正書法で使用されていたアルファベットである。通常、有声軟口蓋摩擦音[ɣ]を表すが、有声口蓋垂摩擦音[ʁ]に使用されることもある。これを使用するすべての綴りは段階的に廃止されており、フォントは十分にサポートされていない。だが、中華人民共和国によって出版された1983年以前の書籍でも引き続き見ることができる。歴史的には、1900年頃の小さなラテン文字qの筆記体から派生している。 [ɣ]の使用は、そのような音（および同様の音）をトルコ語のqで、アラビア語またはペルシャ語の転写（kafとqafを比較）で表すという言語学的な伝統に由来している。

## 代替表記
- アゼルバイジャン語: Ğ、ğ
- クリミア・タタール語: Ğ、ğ（ラテン文字）、ГЪ、гъ（キリル文字）
- カバルド語: ГЪ、гъ（キリル文字）、Ğ、ğ（ラテン文字）
- カザフ語: Ǵ、ǵ（ラテン文字）、Ғ、ғ（キリル文字）、ع（アラビア文字）
- タジク語: Ғ、ғ
- トルコ語: Ğ、ğ（ラテン文字）、غ（ペルシャ文字）、Ғ、ғ（キリル文字）
- トルクメン語: G、g
- ウイグル語: غ（アラビア文字）、Ғ、ғ（キリル文字）、gh（ラテン文字）
- ウズベク語: Gʻ、gʻ（ラテン文字）、Ғ、ғ（キリル文字）